# Massalavés
Massalavés (em valenciano e oficialmente) ou Masalavés (em castelhano) é um município da Espanha, na província de Valência, Comunidade Valenciana. Tem 7,5 km² de área e em 2021 tinha 1 632 habitantes (densidade: 217,6 hab./km²). Pertence à comarca da Ribera Alta e limita com os municípios de Guadassuar, Alzira, Benimuslem, l'Alcúdia, Tous e Alberic.